# پرنده آتشین (فیلم ۱۹۵۲)
پرنده آتشین (سوئدی: Eldfågeln) فیلمی سوئدی است که در سال ۱۹۵۲ منتشر شد.